# 阿貝區
68°33′N 146°14′E / 68.550°N 146.233°E
阿貝區（俄语：Абыйский улус）是俄羅斯的一個區，位於該國東部，由薩哈共和國負責管轄，始建於1930年5月25日，面積69,400平方公里，2010年人口4,425，人口密度每平方公里0.06人。